# Túneles secretos de Buenos Aires

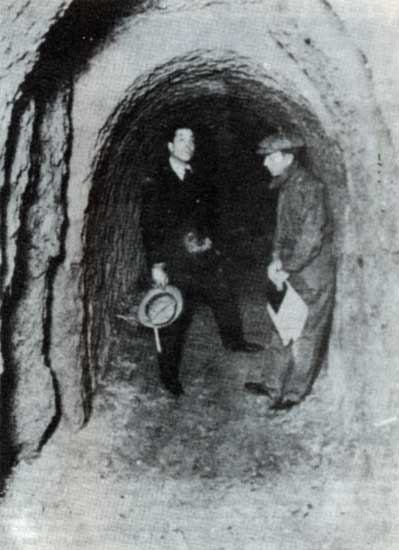
Un túnel bajo la Manzana de las Luces

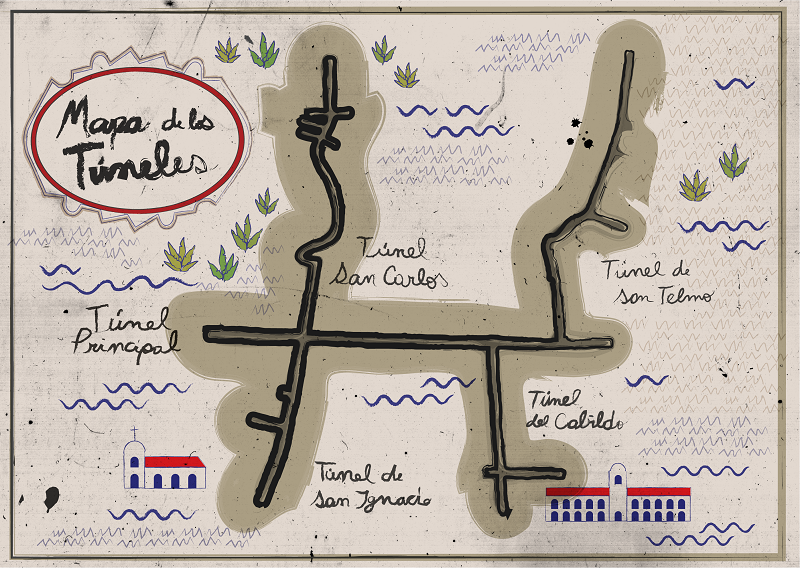
Túneles Manzana de las Luces (Mapa)

Los túneles secretos de Buenos Aires son una red de antiguos túneles ubicados por debajo de ciertas zonas de la Ciudad de Buenos Aires, siendo de las más importantes los ubicados en Manzana de las Luces, aunque aún hoy se desconoce con certeza su finalidad y origen.

## Historia
El pequeño sector en donde se encuentran los túneles ubicados sobre la calle Perú en la Manzana de las Luces, recién se descubrió cubierto de tierra en 1980. Quién, cómo y cuándo los tapó es una incógnita. Al analizar las paredes, se pudo establecer que su antigüedad se remite a fines de 1600 o principios de 1700.
El misterio de los túneles reside en que es muy difícil investigar sobre sus circuitos, porque los subterráneos, los cimientos, las cañerías de agua, de gas o las vibraciones de los automóviles fueron un obstáculo insalvable para poder establecer cuáles fueron sus conexiones.
En las visitas guiadas de la Manzana de las Luces suponen que fueron hechos por los jesuitas (en otros lugares que estuvieron como Córdoba, Santiago del Estero, o Mendoza, también se encontraron construcciones bajo tierra), para poder establecer una red con los edificios más importantes. Esta es la única articulación existente y abarca de la Manzana de las Luces a unas pocos sitios cercanos. Incluso tiene intervenciones ya que hubo otras construcciones subterráneas posteriores. El objetivo sería unir los edificios de dicha orden y quizás algunos otros construidos por arquitectos jesuitas. Este proyecto nunca fue concluido por la expulsión de los jesuitas en 1767.
Uno de los túneles iría hacia Alsina y Piedras, lugar en el que se encuentra la iglesia San Juan Bautista. Otro tomaría rumbo hacia Belgrano y Perú, en donde estaba en 1760 la casa de la familia del Virrey. Otro se reuniría con el del Nacional Buenos Aires o seguiría hasta unir el Cabildo y la Catedral yendo hacía el río. De allí habría dos ramificaciones, una hacia la iglesia de la Merced y otra hacia el Fuerte (actual Casa Rosada).
Los otros análisis sobre porqué se hicieron son variados y ocurrentes y las hipótesis más comentadas son las siguientes:
- Contrabando; defensa o escape de piratas e indios; cárceles o sitios de tortura; depósitos de armas durante la época de Rosas; encierro y tráfico de negros y esclavos.
- La suposición que apunta a que pudieron haberse creado para el comercio ilegal aprovechando la cercanía de la Casa Rosada con el puerto parece razonable. Sin embargo, todos sabían de la existencia del tráfico ilegal más allá de los túneles y parece muy difícil poder tramar nexos secretos cuando los mismos requerían gran cantidad de personas trabajando. Por otra parte, la ciudad en el siglo XVIII era muy pequeña, —no superaba las 20 cuadras de extensión— y la población era escasa.

La presunción de que fueron pensados como defensa frente a una eventual invasión a la ciudad, no parece muy sólida porque por sus exiguas dimensiones esconderse allí sería más bien un callejón sin salida.

## Descubrimiento
En 1980 se descubrieron túneles cubiertos de tierra sobre la calle Perú, que datarían de finales del siglo XVII o principios del XVIII.
Los más conocidos se encuentran bajo la misteriosa Manzana de las Luces, la manzana en la que se encuentran la Iglesia de San Ignacio y el Colegio Nacional de Buenos Aires. Se cree que eran utilizados durante la guerra, o tal vez por alguna secta o logia relacionada con la masonería. También existe la teoría de que ciertos sectores marginados de la sociedad los utilizaban para esconderse, lo que los volvería similares a las catacumbas parisinas.
Asimismo, existiría un túnel oculto debajo de la Casa Rosada que atraviesa las profundidades del Congreso y llega hasta Once. Este túnel fue Inaugurado en 1916, y durante el siglo pasado se utilizó para la circulación de distintos tipos de trenes. El mismo corre por debajo de la Avenida Rivadavia, más abajo de la línea A de subterráneos, fue pensado como un canal subterráneo que uniría el Puerto de Buenos Aires con el corazón de la ciudad, el túnel del viejo Ferrocarril Oeste fue un proyecto del ingeniero británico David Simpson que comenzó en 1906. Recién en 1910 la obra fue autorizada por el gobierno de la época y dos años después comenzaron los arduos trabajos para su trazado. Finalmente, se inauguró en 1916, durante la presidencia de Victorino de la Plaza
También existe el mito de que habría un túnel secreto que uniría la Casa Rosada con el Ministerio de Economía, y que según cuentan, el Ex Ministro de Economía Domingo Cavallo habría solicitado su habilitación para poder ir a la Casa Rosada sin ser visto